# Lanagan
Lanagan és una població dels Estats Units a l'estat de Missouri. Segons el cens del 2000 tenia 411 habitants.

## Demografia
Segons el cens del 2000, Lanagan tenia 411 habitants, 170 habitatges, i 106 famílies. La densitat de població era de 165,3 habitants per km².
Dels 170 habitatges en un 27,1% hi vivien nens de menys de 18 anys, en un 48,8% hi vivien parelles casades, en un 8,8% dones solteres, i en un 37,6% no eren unitats familiars. En el 34,7% dels habitatges hi vivien persones soles el 21,8% de les quals corresponia a persones de 65 anys o més que vivien soles. El nombre mitjà de persones vivint en cada habitatge era de 2,42 i el nombre mitjà de persones que vivien en cada família era de 3,17.
Per edats la població es repartia de la següent manera: un 0% tenia menys de 18 anys, un 0% entre 18 i 24, un 20,2% entre 25 i 44, un 25,1% de 45 a 60 i un 16,1% 65 anys o més.
L'edat mediana era de 37 anys. Per cada 100 dones de 18 o més anys hi havia 94,3 homes.
La renda mediana per habitatge era de 20.125 $ i la renda mediana per família de 27.188 $. Els homes tenien una renda mediana de 17.143 $ mentre que les dones 18.250 $. La renda per capita de la població era de 9.776 $. Entorn del 22,4% de les famílies i el 34,9% de la població estaven per davall del llindar de pobresa.

## Poblacions més properes
El següent diagrama mostra les poblacions més properes.